# 1934–1935-ös magyar férfi nagypályás kézilabda-bajnokság
Az 1934–1935-ös magyar férfi nagypályás kézilabda-bajnokság a nyolcadik nagypályás kézilabda-bajnokság volt. A bajnokságban nyolc csapat indult el, a csapatok két kört játszottak.

## Tabella
| #  | Csapat                 | M  | Gy | D | V  | G+ | G- | P  | Megjegyzés   |
| -- | ---------------------- | -- | -- | - | -- | -- | -- | -- | ------------ |
| 1. | Elektromos TE          | 14 | 12 | 1 | 1  | 67 | 31 | 25 |              |
| 2. | Újpesti TE             | 14 | 12 | 0 | 2  | 92 | 29 | 24 |              |
| 3. | Vívó és Atlétikai Club | 14 | 10 | 1 | 3  | 65 | 42 | 21 |              |
| 4. | Munkás TE              | 14 | 9  | 0 | 5  | 29 | 49 | 18 |              |
| 5. | MAFC                   | 14 | 6  | 0 | 8  | 28 | 54 | 12 |              |
| 6. | MOVE Széchenyi TE      | 14 | 4  | 0 | 10 | 7  | 60 | 8  |              |
| 7. | Fővárosi ÖTE           | 14 | 2  | 0 | 12 | 24 | 1  | 4  | Visszalépett |
| 8. | Kispesti Törekvés SE   | 14 | 0  | 0 | 14 | 1  | 47 | 0  | Visszalépett |

* M: Mérkőzés Gy: Győzelem D: Döntetlen V: Vereség G+: Dobott gól G-: Kapott gól P: Pont